# 库迪尔
库迪尔（法語：Coudures，法語發音：[kudyʁ]）是法国朗德省的一个市镇，属于蒙德马桑区。

## 地理
库迪尔（43°41'27"N, 0°31'14"W）面积11.65 平方千米，位于法国新阿基坦大区朗德省，该省份为法国西南部沿海省份，是法國本土面积第二大的省，北起吉倫特省，西临大西洋，南至大西洋比利牛斯省，东临热尔省，东北与洛特-加龍省接壤。
与库迪尔接壤的市镇（或旧市镇、城区）包括：欧巴尼昂、埃尔-蒙屈布、圣科隆布、萨拉济耶、塞尔加斯通、维耶勒蒂尔桑。

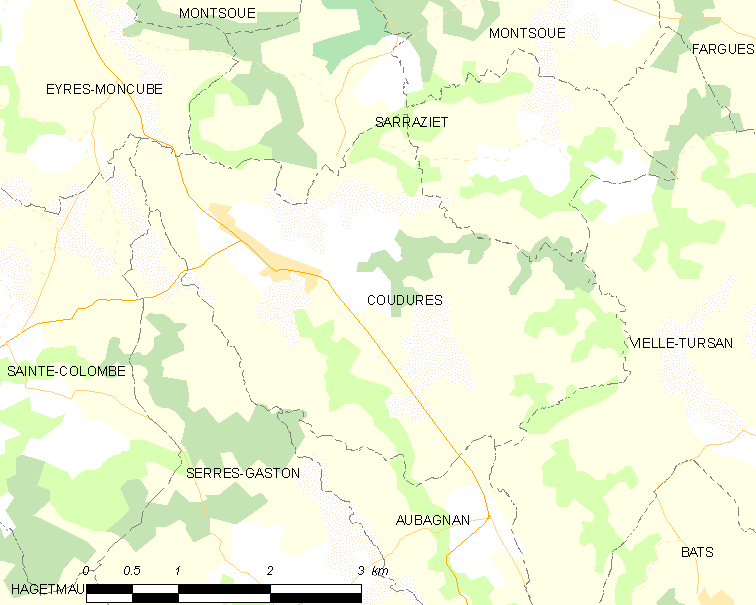
库迪尔的OSM定位图

库迪尔的时区为UTC+01:00、UTC+02:00（夏令时）。

## 行政
库迪尔的邮政编码为40500，INSEE市镇编码为40086。

## 政治
库迪尔所属的省级选区为沙洛斯-蒂尔桑县。

## 人口

1962-2008年间库迪尔人口变化图示

库迪尔于2022年1月1日时的人口数量为558人。